# Transport en site propre de l'Ouest strasbourgeois
Pour les articles homonymes, voir TSPO.
 (novembre 2024).
Le Transport en Site Propre de l'Ouest strasbourgeois (TSPO) est une ligne interurbaine à haut niveau de service qui relie Strasbourg à Wasselonne. Elle relier le centre de Strasbourg et la Place des Halles avec la Commune de Wasselonne (collège), en desservant au passage Marlenheim, Ittenheim, Handschuheim et Furdenheim. Ce projet promet à terme un temps de trajet de 40 minutes entre ses deux extrémités, avec une première station d'arrêt « Paul Éluard » dès la porte Ouest de l'Eurométropole de Strasbourg, à 30 minutes environ de Wasselonne.

## Historique

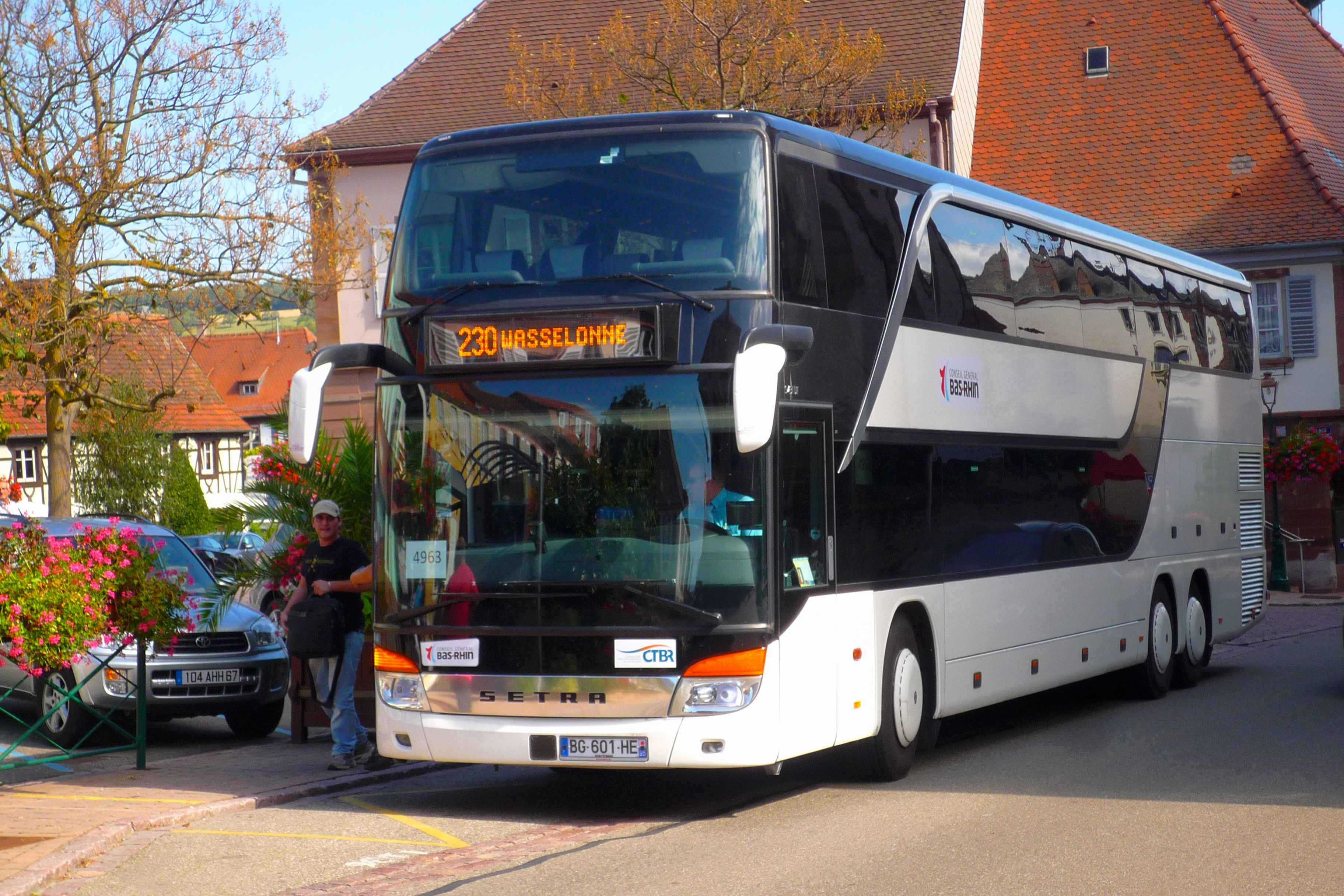
Wasselonne, ligne 230. Bus à deux étages Setra S 431 DT en essai, septembre 2011.

L'ouest de la métropole strasbourgeoise n'étant pas desservi par une voie ferrée, Philippe Richert, alors président du conseil départemental du Bas-Rhin avait lancé un projet de desserte de cette zone via un tramway sur pneus guidé de type Translohr. Par la suite, le projet évolue vers un véhicule routier circulant en site propre à l'image d'un bus à haut niveau de service pour des raisons essentiellement budgétaires.
Le projet s'élève à 65 millions d'euros et prévoit de doubler le nombre d'usagers des transports en commun de cet axe, passant de 6000 usagers par jour en 2012 (via les lignes du Réseau 67) à 12 000 après réalisation de la totalité du projet.
Dès 2000 est créé le premier couloir réservé aux cars sur ce trajet. En 2005, la ville de Furdenheim est réaménagée avec un couloir bus long de 1,3 km. À cette période, le trajet est assuré par la ligne 206 Strasbourg - Wangenbourg-Wolfsthal et par la ligne 207 Strasbourg - Romanswiller via Westhoffen. Ces lignes sont exploitées par le réseau 67.
En août 2006, les élus proposent la transformation de la ligne de bus en tram-train, et en octobre 2007, le projet de TSPO est intégré par le département du Bas-Rhin dans une perspective à 15-20 ans sans que l'on sache s'il s'agira d'un tram interurbain ou d'un projet sur pneus.
Le 10 décembre 2007, un nouveau plan directeur des transports dans le Bas-Rhin est dévoilé. La ligne 206-207 est supprimée au profit d'une ligné numérotée 230 faisant le trajet Wasselonne-Strasbourg via la Nationale 4. Le trajet jusqu'à Wolfsthal est pris en charge par une ligne numérotée 232 allant jusqu'à Willgottheim. Le projet TSPO est par la suite objet d'une concertation publique, du 11 mai - 12 juin 2009. En septembre 2010 : Le département opte officiellement pour un BHNS interurbain entre Strasbourg et Wasselonne, avec des connexions avec les autres moyens de transport (autoroute, réseau 67, tramway de Strasbourg, réseau TER, etc.).
En 2013, les travaux commencent dans le secteur Wasselonne-Marlenheim-Furdenheim et la section est inaugurée le 9 décembre 2023
En 2019 débutent les travaux portés par l'État entre Ittenheim et Strasbourg sur la section Ittenheim-Wolfisheim et la section inaugurée le 10 décembre 2022. Pendant cette période, la maîtrise d'ouvrage des travaux portée initialement par l'État est transférée à la Collectivité européenne d'Alsace entre Ittenheim et l'échangeur avec M228 (RD 1004) et à l'Eurométropôle de Strasbourg entre l'échangeur avec la M228 et Strasbourg (M351).
Les travaux se poursuivent en 2023 et 2024 sur la section entre Wolfisheim et Hautepierre et comprennent notamment plusieurs kilomètres de voies réservées aux transports en commun, ainsi que la station d'arrêt Paul Éluard en connexion directe avec la ligne D du tramway strasbourgeois, ce qui constitue une première en France. La section et l'arrêt sont inaugurés le 12 novembre 2024, et mis en service le 13 novembre 2024.
Ce nouvel arrêt, directement accessible sur la M351, facilite les déplacements vers l’ouest strasbourgeois. Le lycée Marcel Rudloff, l’Hôpital de Hautepierre, les commerces et les équipements sportifs de ce secteur sont désormais facilement accessibles depuis l’arrêt Paul Eluard, à pied ou en tramway grâce à la station de tram CTS du même nom desservie par la ligne D. Quatre lignes de CTBR s'y arrêtent :
- Ligne 205 : Woellenheim – Strasbourg Les Halles

- Ligne 209 : Duppigheim – Strasbourg Les Halles

- Ligne 230 : Wasselonne – Strasbourg Les Halles

- Ligne 240 : Scharrachbergheim – Strasbourg Les Halles

Portées par l'Eurometropôle de Strasbourg, les études sont en cours pour la dernière section entre Hautepierre et les Halles.

## Calendrier

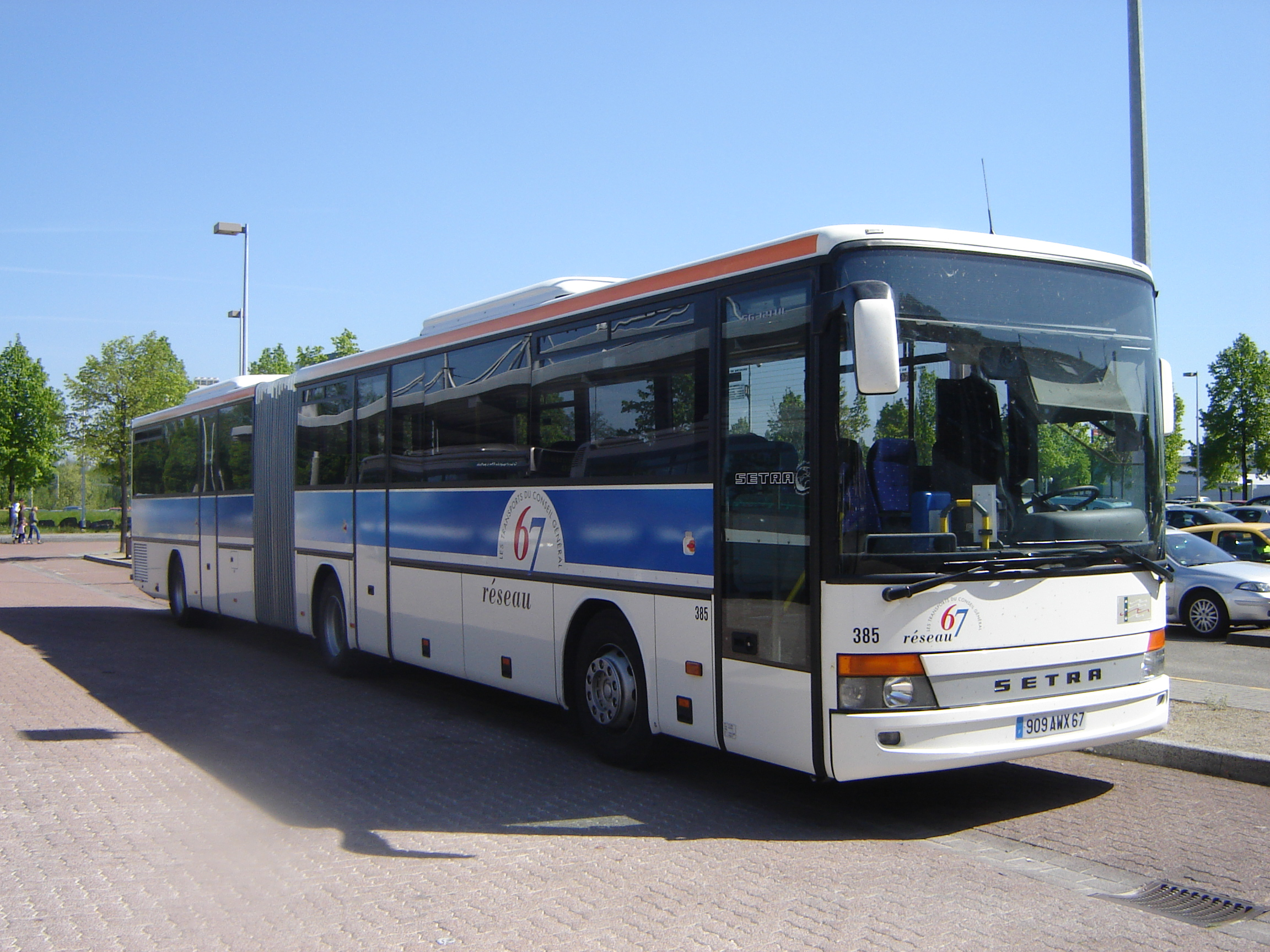
Autocar articulé utilisé par le Réseau 67

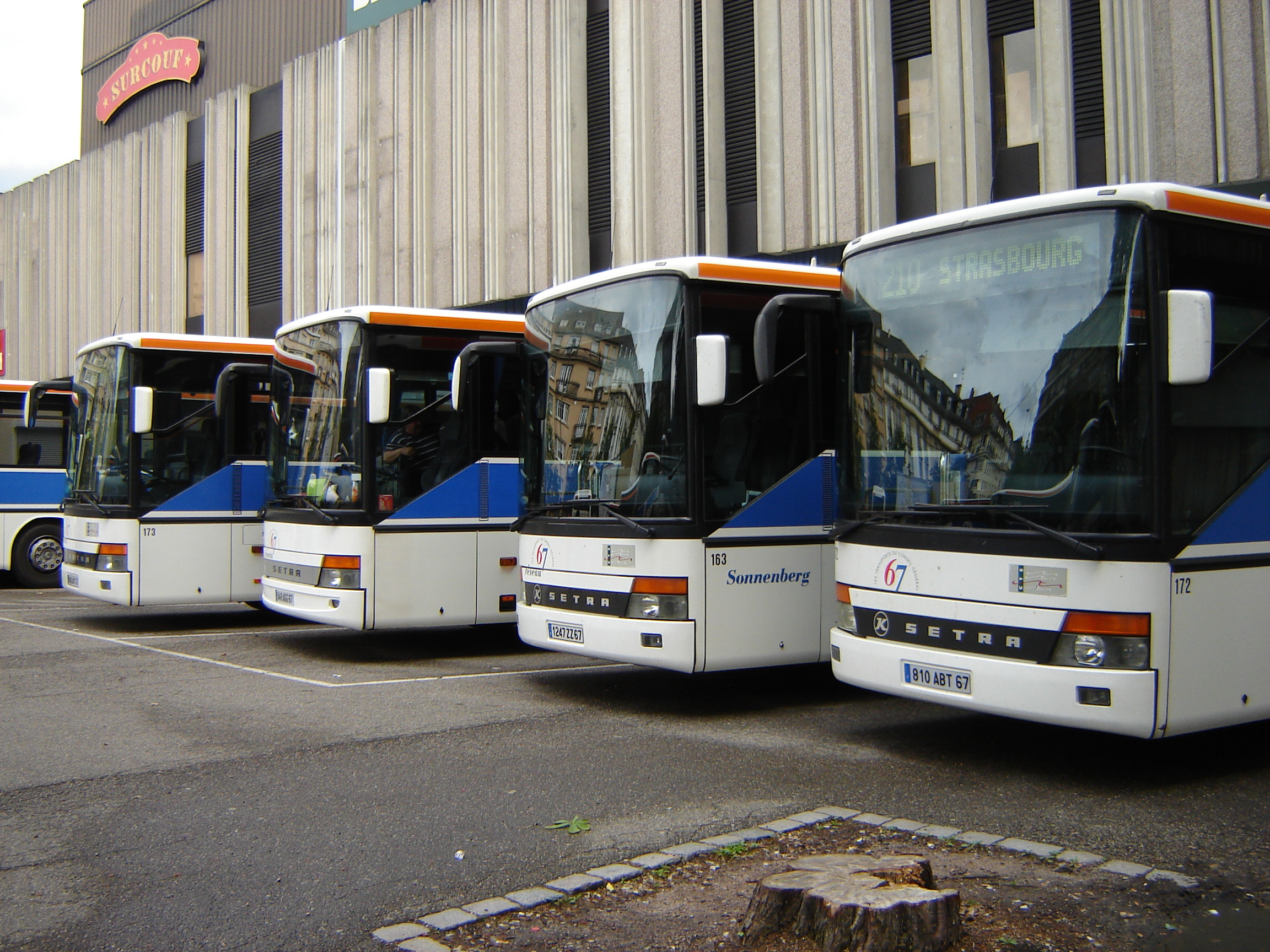
Autocars interurbains à la gare routière des Halles.

Une première phase entre Strasbourg et Ittenheim a été soumise à la concertation en juin 2009 et l'enquête publique est intervenue en mai-juin 2011. Cette première phase est déclarée d’utilité publique le 16 janvier 2012, pour une première tranche de mise en service à l'horizon 2016. Le chantier débute en novembre 2012 par la démolition de l'ancien garage Citroën à Wasselonne, s'ensuivent l'aménagement des P+R de Marlenheim et Wasselonne.
La section comprise entre Ittenheim et Strasbourg dépendait de l'État jusqu'au 31 décembre 2020, tandis que la portion urbaine prévoie l'insertion du TSPO jusqu'aux Halles est du ressort de l'Eurométropôle de Strasbourg.
Après la mise en service entre Wolfisheim et Hautepierre, les travaux de la dernière section entre Hautepierre et la Place des Halles débuteront mi 2025 au niveau de l'entrée urbaine dans la bretelle de sortie des Halles sur la M35. La fin des travaux sur la M351 est planifiée de mi 2026 à mi 2028, et sur la section centrale de la M35 mi 2028.

## Le réseau prévu
Le TSPO désigne la Ligne 230 Wasselonne-Strasbourg sur son tracé actuel. Un nouvel arrêt a été mis en service au niveau de la M351 le 12 novembre 2024.
|  |   |  | Stations              | Lat/Long | Communes desservies | Correspondances               |
|  | - |  | --------------------- | -------- | ------------------- | ----------------------------- |
|  | ■ |  | Collège Marcel Pagnol |          | Wasselonne          |                               |
|  | • |  | Route de Romanswiller |          | Wasselonne          |                               |
|  | • |  | Mairie                |          | Wasselonne          |                               |
|  | • |  | Moulins               |          | Wasselonne          |                               |
|  | • |  | Kronthal              |          | Marlenheim          |                               |
|  | • |  | Moulin                |          | Marlenheim          |                               |
|  | • |  | Kaufhaus              |          | Marlenheim          |                               |
|  | • |  | Colombe               |          | Marlenheim          |                               |
|  | • |  | Route de Strasbourg   |          | Furdenheim          |                               |
|  | • |  | RD 1004               |          | Handschuheim        |                               |
|  | • |  | Au Bœuf               |          | Ittenheim           |                               |
|  | • |  | Paul Éluard           |          | Strasbourg          | tram D - 205, 209, 230 et 240 |
|  | ■ |  | Place des Halles      |          | Strasbourg          | tram A D                      |

## Matériel
Les véhicules qui circulent sur cet axe emporteront 80 passagers assis ainsi qu'une vingtaine de passagers debout. Toutefois, la collectivité hésite entre un véhicule à deux étages et un véhicule articulé.

## Tarification et financement

### Tarification
Actuellement, la tarification est identique à celle du reste du réseau 67, soit 2,50 € l'aller simple, avec des possibilités d'abonnements et de tickets combinés avec le tramway de Strasbourg.

### Financement
En 2009, le coût total du TSPO est estimé à 160 millions.

## Parcs relais
Des parcs relais sont aménagés au Collège Marcel Pagnol de Wasselonne, au Kronthal et à la Colombe à Marlenheim. Sur cette section, ce sont 300 places de stationnement qui sont prévues.

## Projets de développement
Dès 2009, le projet parle d'un éventuel prolongement jusqu'à Marmoutier, et d'une branche en direction du pays de Truchtersheim.